# Aislaby (Scarborough)
Pour les articles homonymes, voir Aislaby.
Aislaby est un village et une paroisse civile du Yorkshire du Nord, en Angleterre.